# Louis Beethoven Prout
Pour les articles homonymes, voir Beethoven (homonymie) et Prout.
Louis Beethoven Prout (Londres, 1864 - 1943) est un entomologiste et musicologue britannique.

## Biographie
Il est le fils du compositeur Ebenezer Prout.

## Prout l'entomologiste
Prout est un spécialiste de l'ordre des lépidoptères, en particulier les Geometridae (les géomètres), sur lesquels il est devenu la plus haute autorité. Ses cahiers de notes et publications constituent la base des fiches du musée d'histoire naturelle de Londres. Prout a créé de nombreux taxons.
Il a été le secrétaire de la North London Natural History Society et a travaillé en association avec le musée d'histoire naturelle de Tring.
Il a publié de nombreux articles relatifs à ses découvertes, en particulier dans Genera Insectorum, Annals and Magazine of Natural History, The Entomologist, Lepidopterorum Catalogus, Novitates Zoologicae, Annals of the Transvaal Museum, Annals of the South African Museum, Bulletin of the Hill Museum, Entomologische Mitteilungen, Arkiv för Zoologi, Bulletin de la Société des Lépidoptéristes de Genève, Die Gross-Schmetterlinge der Erde, Mémoires de la Société zoologique de France, Revue de Zoologie et Botanique Africaines ou The journal of the Bombay Natural History Society, entre 1910 et 1958. Il a aussi notamment écrit dans The Macrolepidoptera of the World. The Palaearctic Geometridae d'Adalbert Seitz (1912–16) et dans On a collection of moths made in Somaliland by Mr. W. Feather (Poulton, 1916).

## Prout le musicologue
Louis Beethoven Prout est également un musicologue remarqué. Spécialiste de la théorie de la musique, il a été formé par son père à la Royal Academy et est devenu professeur à la Guildhall School. Les principaux ouvrages de Louis Beethoven Prout sont Analysis of Bach's 48 Fugues (Weekes), Harmonic Analysis (Augener), Sidelights on Harmony (Augener) et Time, Rhythm and Expression (Augener).